# Eulecanium hissaricum
Eulecanium hissaricum är en insektsart som beskrevs av Borchsenius 1955. Eulecanium hissaricum ingår i släktet Eulecanium och familjen skålsköldlöss. Inga underarter finns listade i Catalogue of Life.